# أمارلس فردوسي
أمارلس فردوسي (الاسم العلمي: Amaryllis paradisicola) هو نوع نباتي يتبع جنس الأمارلس من فصيلة النرجسية.